# Attica Locke
Attica Locke (Houston, 1974) è una scrittrice statunitense.

## Biografia
Conseguiti gli studi presso la Northwestern University, ha lavorato come ricercatrice presso il Sundance Institute. Ha scritto diversi sceneggiature per grandi produzioni di Hollywood e per il canale statunitense HBO. Si è impegnata anche nella scrittura di copioni per case cinematografiche di rilevante importanza, come la Paramount, Warner Bros. e Dreamworks. Nel 2015, ha lavorato per la serie televisiva Empire scrivendo la trama di cinque episodi.
Come romanziera, ha scritto tre thriller. Il primo di essi, Black Water Rising, pubblicato nel 2009, ottenne l'anno successivo una nomination per gli Edgar Award, i NAACP Image Award. Ha anche gareggiato per il prestigioso Orange Prize in Regno Unito.

### Vita privata
Attica è membro dell'accademia per il Premio Rathbones Folio in Regno Unito oltre che essere co-direttrice della Library Foundation of Los Angeles e membro del Writers Guild of America.
Attualmente risiede in Los Angeles con il marito e la figlia.

## Opere
- Black Water Rising (2009)
- The Cutting Season (2012)
- Pleasantville (2015)
- Texas blues (Bluebird, Bluebird, 2017, "Highway 59" series book 1), Milano, Bompiani, 2019 traduzione di Alessandra Padoan ISBN 978-88-452-9823-3.
- Black blues (Heaven, My Home, Mullholland, 2018, "Highway 59" series book 2), Milano, Bompiani, 2020, ISBN 978-8830101807.
- Guide me home (2024), "Highway 59" series book 3

## Premi e riconoscimenti
Per Black Water Rising:
- Strand Magazine Critics Awards (2009) nomination
- Edgar Award (2010) nomination
- Orange Prize (2010) nomination
- NAACP Image Award (2010) nomination

Per Texas blues:
- CWA Ian Fleming Steel Dagger (2018) vincitrice
- Edgar Award (2018) vincitrice
- Anthony Award (2018) vincitrice